# الدوري الدنماركي لكرة اليد للسيدات
الدوري الدنماركي لكرة اليد للسيدات هو دوري لأندية كرة اليد للسيدات في الدنمارك. يتم تنظيمه من قبل الاتحاد الدنماركي لكرة اليد. انطلق في سنة 1936 ويشارك فيه 12 فريقاً.